# Tarusa (město)
Tarusa (rusky Таруса) je město v Kalužské oblasti v Ruské federaci. Při sčítání lidu v roce 2010 měla bezmála deset tisíc obyvatel.

## Poloha
Tarusa leží v Kalužské oblasti při ústí stejnojmenné řeky do Oky, přítoku Volhy, která zde zhruba vymezuje hranici s Tulskou oblastí. Od Kalugy, správního střediska Kalužské oblasti, je vzdálena přibližně sedmdesát kilometrů severovýchodně.

## Dějiny
První zmínka o Taruse je z roku 1246. Od čtrnáctého století patřila k moskevskému velkoknížectví. Během takzvaného stání na Ugře v roce 1480, kdy Rusové znemožnili Tatarům z Velké hordy překročit řeku Ugru, byla Tarusa jednou ze základen Ivana III. Později musela opakovaně čelit nájezdům z Krymského chanátu a byla důležitou pevností na jižní hranici Ruska.

## Osobnosti
- Konstantin Georgijevič Paustovskij (1892–1968), spisovatel
- Irina Vasiljevna Vatagina (1924–2007), malířka a restaurátorka ikon
- Sergej Alexandrovič Šarikov (1974–2015), sportovní šermíř
- Maxim Osipov (1963), spisovatel, který v Taruse působil a psal o ní